# Vertrag von Torgau
Der Vertrag von Torgau (auch Torgauer Vertrag bzw. Torgauer Obligation genannt; französisch: Accord de Torgau) vom 22. Mai 1551 sicherte die führende Position des Kurfürsten Moritz von Sachsen unter den protestantischen Fürsten und bildete die Grundlage für die abschließenden Verhandlungen mit dem französischen König Heinrich II. in Lochau (heute Annaburg) bei Torgau. 
Der Vertrag von Torgau bildete den rechtlichen Rahmen des Fürstenaufstandes gegen Kaiser Karl V. Moritz wechselte hierbei endgültig die Fronten. Vor dem Ausbruch dieses Aufstandes kam es zum Vertrag von Chambord am 15. Januar 1552.